# Halbmarathon-Weltmeisterschaften

Die Halbmarathon-Weltmeisterschaften (offizieller Name World Athletics Half Marathon Championships, vorm.: IAAF World Half Marathon Championships) sind Leichtathletikveranstaltungen, die ab 1992 jährlich von World Athletics ausgerichtet wurden, wo die Weltmeister im Halbmarathon ermittelt werden. 2006 und 2007 wurden die Veranstaltungen als Straßenlauf-Weltmeisterschaften (IAAF World Road Running Championships) ausgetragen, 2006 als 20-km-Straßenlauf, 2007 als Halbmarathon. Seit 2023 werden die Halbmarathon-Weltmeisterschaften als Straßenlauf-Weltmeisterschaften durchgeführt, wo weitere Wettkämpfe im Meilenlauf und über 5 km geplant sind.
Teil der Wettkämpfe ist eine Teamwertung, in die alle Länder einbezogen werden, aus denen mindestens drei Läufer bzw. Läuferinnen das Ziel erreicht haben. Für die Wertung werden die drei besten Zeiten der Athleten des jeweiligen Landes addiert.
Lediglich in den ersten beiden Jahren gab es einen gesonderten Wettbewerb für männliche Junioren. Seit 2014 besteht für Amateursportler die Möglichkeit, an einem Massenrennen teilzunehmen, das zeitgleich mit dem Elitefeld der Männer gestartet wird.

## Statistik

### Austragungsorte
| Datum         | Ort                                              | Bemerkungen |
| ------------- | ------------------------------------------------ | --- |
| 28. März 2027 | Yangzhou (Volksrepublik China)                   | |
| 19. Sep. 2026 | Kopenhagen (Dänemark)                            | |
| 1. Okt. 2025  | San Diego (USA)                                  | |
| 1. Okt. 2023  | Riga (Lettland)                                  | 1. Straßenlauf-Weltmeisterschaften, neben Halbmarathon, erstmals auch Entscheidungen im Meilenlauf und im 5-km-Straßenlauf |
| 13. Nov. 2022 | Yangzhou (China)                                 | wegen der COVID-19-Pandemie vom 27. März auf den 13. November verschoben, am 5. Juli endgültig abgesagt.                   |
| 17. Okt. 2020 | Gdynia (Polen)                                   | wegen der COVID-19-Pandemie vom 29. März auf den 17. Oktober verschoben                                                    |
| 24. März 2018 | Valencia (Spanien)                               | |
| 26. März 2016 | Cardiff (Vereinigtes Königreich)                 | Strecke des Cardiff-Halbmarathons                                                                                          |
| 29. März 2014 | Kopenhagen (Dänemark)                            | |
| 6. Okt. 2012  | Kawarna (Bulgarien)                              | |
| 16. Okt. 2010 | Nanning (Volksrepublik China)                    | |
| 11. Okt. 2009 | Birmingham (Vereinigtes Königreich)              | |
| 12. Okt. 2008 | Rio de Janeiro (Brasilien)                       | |
| 14. Okt. 2007 | Udine (Italien)                                  | Austragung als Straßenlauf-Weltmeisterschaften Streckenlänge Halbmarathon                                                  |
| 8. Okt. 2006  | Debrecen (Ungarn)                                | Austragung als Straßenlauf-Weltmeisterschaften Streckenlänge 20 km                                                         |
| 1. Okt. 2005  | Edmonton (Kanada)                                | |
| 3. Okt. 2004  | Neu-Delhi (Indien)                               | |
| 4. Okt. 2003  | Vilamoura (Portugal)                             | |
| 5. Mai 2002   | Brüssel (Belgien)                                | |
| 7. Okt. 2001  | Bristol (Vereinigtes Königreich)                 | |
| 12. Nov. 2000 | Veracruz (Mexiko)                                | |
| 3. Okt. 1999  | Palermo (Italien)                                | |
| 27. Sep. 1998 | Uster (Schweiz)                                  | Strecke des Greifenseelaufs                                                                                                |
| 4. Okt. 1997  | Košice (Slowakei)                                | Strecke des Internationalen Friedensmarathons                                                                              |
| 29. Sep. 1996 | Palma (Spanien)                                  | |
| 1. Okt. 1995  | Montbéliard–Belfort (Frankreich)                 | Austragung im Rahmen des Halbmarathons Le Lion                                                                             |
| 24. Sep. 1994 | Oslo (Norwegen)                                  | |
| 3. Okt. 1993  | Brüssel (Belgien)                                | |
| 20. Sep. 1992 | Newcastle–South Shields (Vereinigtes Königreich) | Austragung im Rahmen des Great North Runs                                                                                  |

### Siegerliste
| Jahr | Männer                        | Nation    | Zeit    | Frauen                  | Nation                 | Zeit    |
| ---- | ----------------------------- | --------- | ------- | ----------------------- | ---------------------- | ------- |
| 2023 | Sabastian Sawe                | Kenia     | 0 59:10 | Peres Jepchirchir -3-   | Kenia                  | 1:07:25 |
| 2020 | Jacob Kiplimo                 | Uganda    | 0 58:49 | Peres Jepchirchir -2-   | Kenia                  | 1:05:16 |
| 2018 | Geoffrey Kipsang Kamworor -3- | Kenia     | 1:00:02 | Netsanet Gudeta Kebede  | Äthiopien              | 1:06:11 |
| 2016 | Geoffrey Kipsang Kamworor -2- | Kenia     | 0 59:10 | Peres Jepchirchir       | Kenia                  | 1:07:31 |
| 2014 | Geoffrey Kipsang Kamworor     | Kenia     | 0 59:08 | Gladys Cherono          | Kenia                  | 1:07:29 |
| 2012 | Zersenay Tadese -5-           | Eritrea   | 1:00:19 | Meseret Hailu           | Äthiopien              | 1:08:55 |
| 2010 | Wilson Kiprop                 | Kenia     | 1:00:07 | Florence Jebet Kiplagat | Kenia                  | 1:08:24 |
| 2009 | Zersenay Tadese -4-           | Eritrea   | 0 59:35 | Mary Jepkosgei Keitany  | Kenia                  | 1:06:36 |
| 2008 | Zersenay Tadese -3-           | Eritrea   | 0 59:56 | Lornah Kiplagat -3-     | Niederlande            | 1:08:37 |
| 2007 | Zersenay Tadese -2-           | Eritrea   | 0 58:59 | Lornah Kiplagat -2-     | Niederlande            | 1:06:25 |
| 2006 | Zersenay Tadese               | Eritrea   | 0 56:01 | Lornah Kiplagat         | Niederlande            | 1:03:21 |
| 2005 | Fabiano Joseph                | Tansania  | 1:01:08 | Constantina Tomescu     | Rumänien               | 1:09:17 |
| 2004 | Paul Kiprop Kirui             | Kenia     | 1:02:15 | Sun Yingjie             | Volksrepublik China    | 1:08:40 |
| 2003 | Martin Kiptoo Lel             | Kenia     | 1:00:49 | Paula Radcliffe -3-     | Vereinigtes Königreich | 1:07:35 |
| 2002 | Paul Malakwen Kosgei          | Kenia     | 1:00:39 | Berhane Adere           | Äthiopien              | 1:09:06 |
| 2001 | Haile Gebrselassie            | Äthiopien | 1:00:03 | Paula Radcliffe -2-     | Vereinigtes Königreich | 1:06:47 |
| 2000 | Paul Tergat -2-               | Kenia     | 1:03:47 | Paula Radcliffe         | Vereinigtes Königreich | 1:09:07 |
| 1999 | Paul Tergat                   | Kenia     | 1:01:50 | Tegla Loroupe -3-       | Kenia                  | 1:08:48 |
| 1998 | Paul Koech                    | Kenia     | 1:00:01 | Tegla Loroupe -2-       | Kenia                  | 1:08:29 |
| 1997 | Shem Kororia                  | Kenia     | 0 59:56 | Tegla Loroupe           | Kenia                  | 1:08:14 |
| 1996 | Stefano Baldini               | Italien   | 1:01:17 | Ren Xiujuan             | Volksrepublik China    | 1:10:39 |
| 1995 | Moses Tanui                   | Kenia     | 1:01:45 | Walentina Jegorowa      | Russland               | 1:09:58 |
| 1994 | Khalid Skah                   | Marokko   | 1:00:27 | Elana Meyer             | Südafrika              | 1:08:36 |
| 1993 | Vincent Rousseau              | Belgien   | 1:01:06 | Conceição Ferreira      | Portugal               | 1:10:07 |
| 1992 | Benson Masya                  | Kenia     | 1:00:24 | Liz McColgan            | Vereinigtes Königreich | 1:08:53 |